# Lijst van voetbalinterlands Joegoslavië - Tsjechië
Deze lijst van voetbalinterlands is een overzicht van alle officiële Joegoslavisch voetbalelftal (mannen)wedstrijden tussen de nationale teams van Joegoslavië en Tsjechië. De landen speelden drie keer tegen elkaar. De eerste ontmoeting, een kwalificatiewedstrijd voor het Wereldkampioenschap voetbal 1998, werd gespeeld in Belgrado op 10 november 1996. Het laatste duel, een vriendschappelijke wedstrijd, vond plaats op 6 september 2002 in Praag.

## Wedstrijden
| № | Plaats   | Datum            | Competitie           | Wedstrijd              | Uitslag |
| - | -------- | ---------------- | -------------------- | ---------------------- | ------- |
| 1 | Belgrado | 10 november 1996 | WK 1998 kwalificatie | Joegoslavië − Tsjechië | 1 − 0   |
| 2 | Praag    | 2 april 1997     | WK 1998 kwalificatie | Tsjechië − Joegoslavië | 1 − 2   |
| 3 | Praag    | 6 september 2002 | Vriendschappelijk    | Tsjechië − Joegoslavië | 5 − 0   |

## Samenvatting
| Competitie        | Totaal gespeeld | Winst Joegoslavië | Gelijk | Winst Tsjechië | Doelsaldo Joegoslavië – Tsjechië |
| ----------------- | --------------- | ----------------- | ------ | -------------- | -------------------------------- |
| WK-kwalificatie   | 2               | 2                 | 0      | 0              | 3 − 1                            |
| Vriendschappelijk | 1               | 0                 | 0      | 1              | 0 − 5                            |
| Totaal            | 3               | 2                 | 0      | 1              | 3 − 6                            |

## Details

### Derde ontmoeting
| Vriendschappelijk (Praag, Tsjechië, 6 september 2002):                                   |       |             |
| Tsjechië                                                                                 | 5 – 0 | Joegoslavië |
| Vladimír Šmicer 2' Tomáš Ujfaluši 21' Milan Baroš 51' Tomáš Ujfaluši 55' Milan Baroš 80' | goals |             |